# Phanerotoma noyesi
Phanerotoma noyesi är en stekelart som beskrevs av Herbert Zettel 1990. Phanerotoma noyesi ingår i släktet Phanerotoma och familjen bracksteklar. Inga underarter finns listade i Catalogue of Life.